# ريلوناسيبت
ريلوناسيبت هو دواء مثبط لإنترلوكين 1.
منحت إدارة الغذاء والدواء الأمريكية ريلوناسيبت حالة دواء يتيم واستخدم لعلاج المتلازمات الدورية المرتبطة بكريوبيرين والتي تشمل المتلازمة الالتهابية الذاتية الباردة العائلية ومتلازمة ماكل - ويلز والداء الالتهابي متعدد الأجهزة وليدي البدء (الاستخدام الأخير غير مقر في الولايات المتحدة).
في 8 أيار 2012، صوتت الهئية الاستشارية إدارة الغذاء والدواء الأمريكية بالإجماع بعدم الموافقة على استخدامه في علاج النقرس لأن فوائده ليست أكبر من مخاطر استخدامه.